# Trawestacja (literatura)
Trawestacja (wł. travestire „przebierać się, maskować się”) – parafraza utworu literackiego, polegająca na zmianie stylu (z poważnego na komiczny lub odwrotnie), zachowująca jego podstawowe elementy kompozycyjne oraz podejmowany temat. Stanowi odmianę parodii i jest często wykorzystywana w satyrze. Efekt komiczny uzyskuje się poprzez konfrontację poważnego tematu dzieła z jego językiem i formą (niską, potoczną, a nawet wulgarną).
W historii literatury najczęściej trawestowano poezję epiczną, zwłaszcza utwory antyczne, takie jak Eneidę Wergiliusza.
Najpopularniejszą odmianą trawestacji był poemat heroikomiczny.